# Erythrococca patula
Espèce
Synonymes
- Athroandra patula (Prain) Pax & K.Hoffm.[1]
- Claoxylon patulum Prain[1]

Classification APG III (2009)
Erythrococca patula est une espèce de plantes à fleurs de la famille des Euphorbiaceae. C'est un arbuste endémique du Cameroun.

## Distribution
C'est une espèce endémique très rare, seulement collectée par Carl Ludwig Ledermann à Yabassi en 1908, dans une forêt atlantique littorale de moyenne altitude.

## Description
Les rameaux sont hispides et l’écaille des bourgeons persistantes.
Les feuilles ont des petits pétioles, membraneux, de forme ovale ou étroitement elliptique, plutôt abruptement acuminées dont la base est arrondie mesurant de 20 à 25 cm de long sur 6 à 7,5 cm de large. Elles sont de couleur vert pale, hispides, spécialement sur les nervures des deux faces ou glabres, excepté pour quelques poils hispides sur les nervures du dessous, finement verruqueux.
Les pétioles hispides mesurant environ 0,6 cm de long. Les stipules ne sont pas modifiées.
Les fleurs sont petites, regroupées en grappes pédonculées. Les pédoncules sont fins, raides et glabres pouvant atteindre jusqu’à 5 cm de longueur.
Le calice mâle est vert, glabre, de forme conique-pyramidale dans les bourgeons. 4 lobes membraneux, de 50 à 54 étamines : 10 en extérieur, le reste en central. Les filaments sont plus courts que les anthères.
Pas de fleur femelle connue.